# Яреськівська сотня
Яреськівська сотня (1651—1782 рр.) — військово-територіальна одиниця Війська Запорозького з центром у м-ку Яреськи. Виникла наприкінці 1651 після Білоцерківської угоди, як адміністративний та військовий підрозділ Миргородського полку. Протягом 1660—1672 була в складі Полтавського полку. Гетьман Іван Самойлович наприкінці 1672 повернув сотню у Миргородський полк. Ліквідована 1782. Територію сотні розподілено між Миргородським та Голтв'янським повітами Київського намісництва.

### Сотники
Іван Матвійович (1658), Хвостик Лесько Тарасович (1671 —1675, 1682), Череватенко Михайло (1675), Данило Леонтійович (1686), Леонтьєв Роман Леонтійович (1710 —1713 —1719, 1725, н., 1730), Василь (1719), Старий Самійло Степанович (1720 —1723), Лаєвський Михайло (1736), Гаврилов Федір (1742), Попатенко Степан (1744 —1749), Попатенко Опанас (1737, н., 1749 —1768), Довгий Осип (1769 —1783).

### Населені пункти сотні
- у 1723 —30 рр. — містечко Яреськи, село Тухи;
- у 1750-х рр. — місто Яреськи, село Тухи, хутори: Маладиківщина, Погребці та хутір миргородського сотника Василя Зарудного;
- у 1765—1769 рр. у збережених справах Рум'янцівського перепису згадані села Рудківка і Тухи.